# Marosi Péter (műsorvezető)
Marosi Péter (Marosvásárhely, 1959. november 16. – ) erdélyi származású magyar színész, televíziós szerkesztő-műsorvezető, bemondó, Marosi Ildikó és Marosi Barna fia.

## Életútja
Marosvásárhelyen nőtt fel, a Bolyai Farkas Líceumban érettségizett, 1983-ban végezte a marosvásárhelyi Szentgyörgyi István Színművészeti Főiskolát. Egy évadot dolgozott 1983–1984-ben a Temesvári Állami Magyar Színházban. 1985. március 16-án Budapestre települt és a győri Kisfaludy Színház tagja volt 1986 nyaráig. 1986 és 1989 között a zalaegerszegi Hevesi Sándor Színház tagja volt. 1990 és 1992 között Miskolcon még két évig dolgozott, mint színművész. 1992 decemberétől az induló Duna Televízió bemondója, levizsgázott az MTI Nemzetközi Tájékoztatási Osztályán hírszerkesztésből, 1995-ben a Havas Henrik féle Budapesti Média Intézetben újságíró diplomát szerzett. Egészen 2005. december 1-ig a Duna Televízió munkatársa volt. 2005 decemberétől 2014. december 31-ig a Magyar Televízió szerkesztő-műsorvezetője, majd 2015-től a Miskolci Televízió külső munkatársa lett.

## Munkássága
A Színművészeti Főiskolán vizsgaszerepei Füst Milán Boldogtalanokjának Húber Vilmosa és a Tompa Gábor rendezte Pjotr Ohey mártíromságának tudós szerepe. A Temesvári Állami Magyar Színházban Örkény Tótékjában a Postás, a győri Kisfaludy Színházban Lázár Ervin Szegény Dzsoni és Árnika című mesedrámájának a főszereplője, Zalaegerszegen a Ruszt József által rendezett Lessing-dráma Bölcs Náthánjának templomos lovagja, Vörösmarty Csongor és Tünde című drámájában a fejedelem, beugróként Kurrahja is, a Móricz Zsigmond Légy jó mindhalálig című művének Török Jánosa volt.

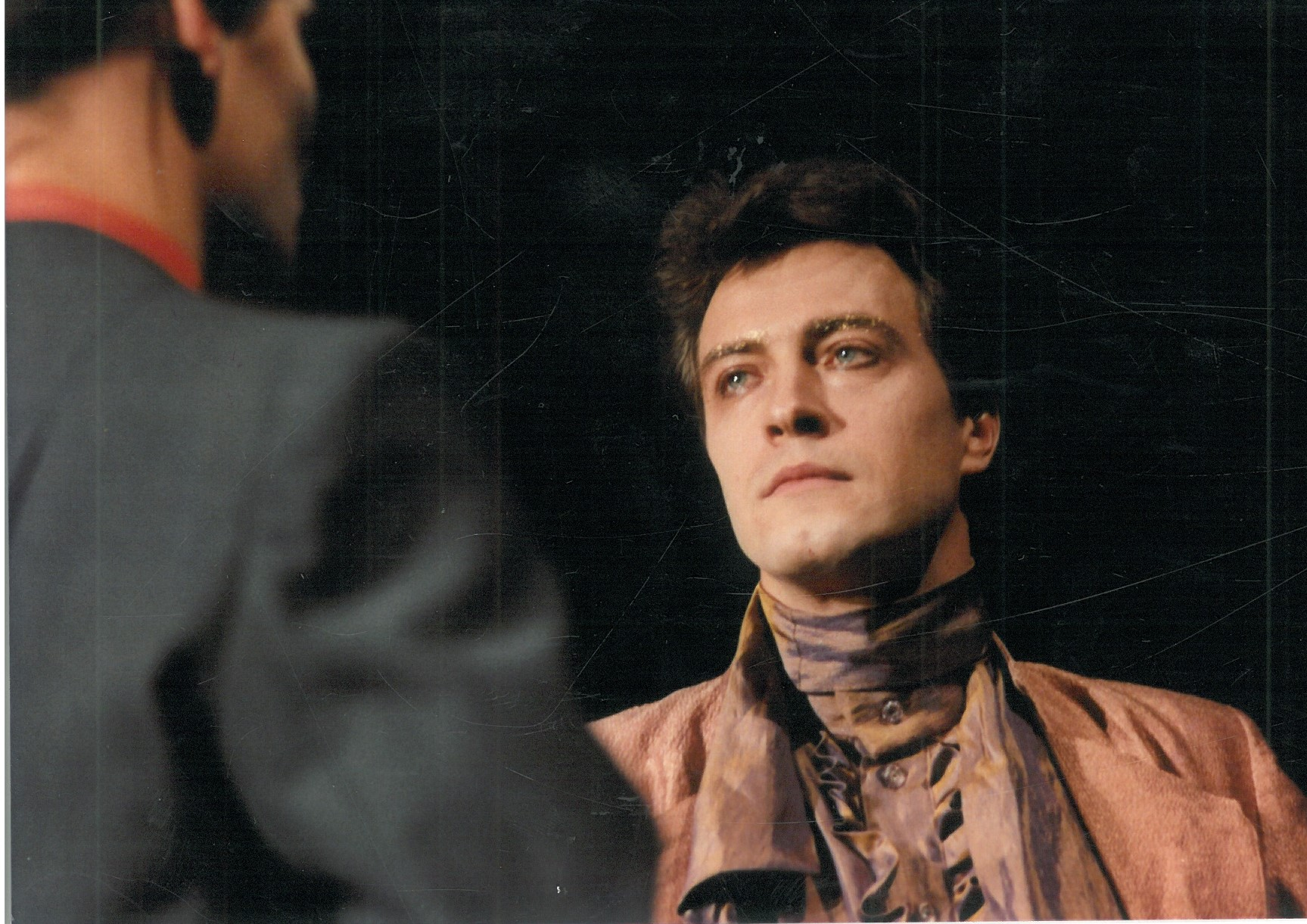
Zalaegerszeg - Ahogy tetszik (1988)

1992. december 24-től a Duna Televízió bemondója. A Duna Híradóban szerkesztő-riportereként és műsorvezetőként is dolgozott. A Duna kulturális híradójának is volt műsorvezetője és riportere. A Virradóra című reggeli adásban és a Harmónia egészségvédő magazinban, valamint a Postabontás című műsorban is részt vett, mint műsorvezető. A  Héthatár című politikai, határon túli magazinnak riportfilmeket készített. A  Lakáskulcs (1995–1999) című lakáskultúra magazin szerkesztő-műsorvezetője, a rendezője Szabó Szilárd volt; Lajos Tamás, Babos Tamás és Bagi Ákos pedig az operatőrök voltak. 
2005. december 1-től az MTV tagja lett, mint műsorvezető-szerkesztő. Műsorvezetője rövid ideig az Aranyfüstnek és a Kárpáti Krónikának. 2006 szeptemberétől 2011 nyaráig az Átjáró című kulturális és közéleti magazin adásszerkesztője és műsorvezetője volt. A Sírjaik hol domborulnak című eltűnt honvédeket kereső műsornak szintén képernyőse és szerkesztő-riportere 2006 szeptemberétől egészen 2014 októberéig.

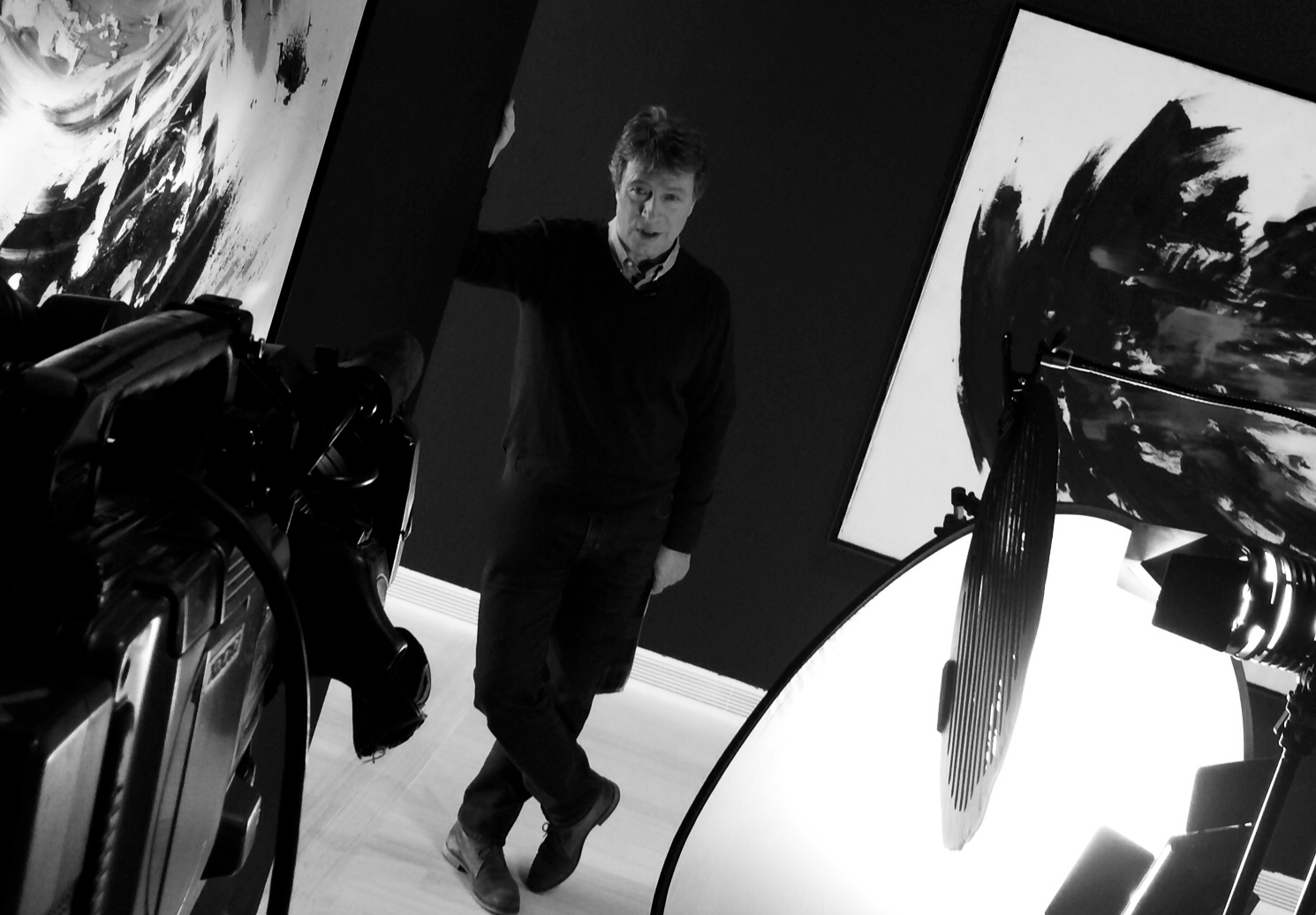
Kultikon 100. adás

2012 márciusától a Kultikon című art magazin adásszerkesztője és műsorvezetője egészen 2014. október 30-ig. 2012 júliusától egészen 2013 február végéig a Kultikont felelős szerkesztőként is jegyezte.
2015. január 1-től 2019. szeptemberéig a Miskolci Televízió külső munkatársa lett, a Promenád című kulturális magazint készítette havonta egyszer.

## Családja
Édesapja Marosi Barna, író, publicista, édesanyja Marosi Ildikó író, irodalomtörténész, nagyapja Molter Károly, a helikoni íróközösség tagja, anyai nagyapja Farkas József marosvásárhelyi építész, nagybátyja a kolozsvári Marosi Péter, lapszerkesztő, író, színházi kritikus. A húga Marosi Krisztina, televíziós vágó. Felesége dr. Máté Imola, gyermekei Marosi Regina és Marosi Kristóf.

## Riportfilmjei
- Carrozz d’ Araches-ban marosvásárhelyi életutakról - 1997 Pusztuló és Ébredő Énlaka
- Uz Bence nyomában Székelyvarságon - 2002
- Farkaslaka Jakab Csaba építész szemével - Lakáskulcs
- Madarasi Hargita lábánál Ivó tanyavilága - Lakáskulcs
- Kos Károly nyomában Sztánától Sepsiszentgyörgyig
- Fiatal marosvásárhelyi színészgeneráció - 2000